# Fay Farnum
 Fay Farnum  (* 24. August 1888 in Spencer (Iowa); † 11. März 1977 in Tucson, Arizona) war eine US-amerikanische Mathematikerin und Hochschullehrerin. Sie war Gründungsmitglied der Mathematical Association of America.

## Leben und Werk
Farnum wurde als das zweite von vier Kindern von Josephine und dem Farmer George Edwin Farnum geboren und erhielt 1909 ihren Bachelor-Abschluss am Iowa State College of Agriculture and Mechanic Arts (heute: Iowa State University). Nachdem sie an verschiedenen Schulen in Lyons (Iowa), Le Mars (Iowa) und Ames (Iowa) unterrichtet hatte, erhielt sie 1915 einen Master-Abschluss an der Cornell University und war zwischen 1915 und 1924 Ausbilderin am Iowa State College. Sie verbrachte zwei Sommersemester in Chicago, bevor sie sich von 1924 bis 1926 als Doktorandin an der Cornell University einschrieb. Von 1925 bis 1926 war sie dort Ausbilderin und promovierte 1926 bei Virgil Snyder mit der Dissertation: On Triadic Cremona Nets of Plane Curves. Sie unterrichtete viele Jahre an der New York University, bevor sie von 1943 bis 1949 in den Staat Iowa zurückkehrte. Von 1955 bis 1957 unterrichtete sie erneut an der University of Arizona. Sie starb 1977 im Alter von 88 Jahren in Tucson. Sie war Gründungsmitglied der Mathematical Association of America und war Mitglied der American Mathematical Society.

## Veröffentlichungen (Auswahl)
- On Triadic Cremona Nets of Plane Curves, American Journal of Mathematics, Vol. 50, No. 3, 1928